# Nomogram
Een nomogram is een tweedimensionaal diagram waarop de waarde van een wiskundige functie bij benadering kan afgelezen worden, zonder dat er een berekening aan te pas komt; men heeft enkel een potlood en een liniaal nodig.
Een nomogram voor een functie van twee variabelen f(x,y) bestaat uit drie schalen, een voor de variabelen x en y, en een voor het resultaat z = f(x,y). Die schalen hoeven geen rechte lijnen te zijn. Om voor gegeven x = xo en y = yo, z te bepalen moet men xo en yo op de x- en y-schalen verbinden met een rechte lijn. Waar die rechte lijn de schaal van het resultaat snijdt, leest men de waarde van z af. Merk op dat het nomogram het verband tussen x, y en z grafisch voorstelt en men het dus ook kan gebruiken om x te bepalen als men z en y kent, of y als men z en x kent.

## Voorbeelden

Hiernaast staat een nomogram afgebeeld voor de eenvoudige vermenigvuldiging z = x.y. De schalen voor x en y staan links en rechts; die voor het resultaat in het midden. De schaalverdelingen zijn logaritmisch. Men leest het resultaat van de vermenigvuldiging 3x8 af op de middenste schaal door een lijn te trekken van 3 op de linkerschaal naar 8 op de rechterschaal (of omgekeerd). Dit is te vergelijken met het gebruik van een rekenliniaal. 

Dit is ook een nomogram voor de vermenigvuldiging z=x.y, maar dan in cirkelvorm. Het principe blijft hetzelfde: verbind de waarden van x en y op de linker- resp. rechterschaal met een rechte lijn en lees het resultaat af op de rode schaal in het midden.

Een ander eenvoudig voorbeeld is dit nomogram voor de functie 1/x + 1/y = 1/z, de lenzenformule of de formule voor de parallelschakeling van elektrische weerstanden. In het voorgestelde nomogram zoekt men de waarde van z voor x = 42 en y = 56. Men verbindt de punten 42 op de x-schaal (horizontaal) en 56 op de y-schaal (verticaal) met een rechte lijn (in rood getekend) en het snijpunt daarvan met de z-schaal (diagonaal) levert het resultaat op (z = 24). Men kan op dezelfde manier y vinden als men x en z kent of x als men y en z kent.

## Uitbreiding naar drie variabelen
Voor een functie van drie variabelen kan men een nomogram maken dat niet één resultaatsschaal bevat maar een bundel van schalen, elk voor een andere waarde van de derde variabele. Men moet dan de waarde aflezen op de juiste schaal voor de derde variabele (of interpoleren tussen twee schalen als er geen schaal getekend is voor een gegeven waarde).
Een tweede mogelijkheid is een hulpvariabele gebruiken. Wanneer men de functie t = f(x,y,z) kan schrijven als t = f(x, g(y,z)) maakt men een schaal voor x, y, z, t en voor de hulpvariabele u = g(y,z). Zo bekomt men een nomogram met vijf schalen, die een combinatie is van twee nomogrammen met een gemeenschappelijke schaal. Eerst bepaalt men de waarde van u uit die van y en z, en daarna de waarde van t uit die van x en u. 
Een andere voorstelling is gebruikt in het Larson-diagram (hieronder). Dat is een grafische voorstelling van de cumulatieve verdelingsfunctie, voorgesteld als een functie van drie variabelen G(x;n,p).  Deze functie gebruikt men in kwaliteitscontrole, om te bepalen wat de waarschijnlijkheid G is dat er in een steekproef van n items, niet meer dan x defecte items zijn, als het verwachte aandeel defecte items in de gehele productie, die veel groter is dan n, gelijk is aan p (uitgedrukt als een relatief getal tussen 0 en 1). Het nomogram bestaat uit een schaal voor p en een voor G, en een tweedimensionaal rooster voor de variabelen x en n. Men trekt een rechte lijn van een punt op de p-schaal naar een punt in het rooster corresponderend met gegeven x en n, en leest dan op het snijpunt van die lijn met de G-schaal benaderend het resultaat af.

## Andere toepassingen
- Psychrometrische kaarten zijn nomogrammen voor thermodynamische grootheden, zoals de enthalpie, het dauwpunt of de vochtigheidsgraad van lucht. Ze worden gebruikt in de klimaatregeling en energietechniek; het zijn meerdere op elkaar geplaatste nomogrammen in verschillende kleuren.
- Bepalen van de samengestelde interest.